# Jazz Q
Jazz Q je jazz rocková a art rocková skupina spojená především se jménem svého hlavního spoluzakladatele klávesisty a skladatele Martina Kratochvíla. Druhým velmi známým zakladatelem této skupiny byl v roce 1964, kdy skupina vznikla, jazzový hudebník Jiří Stivín. Do širšího povědomí hudbymilovné veřejnosti se skupina dostala až počátkem 70. let 20. století. Bylo to v době, kdy skupina vydala společně s Blue Effectem Radima Hladíka své první album Coniunctio, a také poté, co ji definitivně opustil Jiří Stivín. V té době Martin Kratochvíl díky svému studijnímu pobytu ve Spojených státech (Berklee College of Music v Bostonu) a pod vlivem tehdejších zahraničních britských vzorů nasměroval skupinu k tehdy velmi progresivní elektrofonické verzi art-rocku a jazz-rocku. Jednalo se o elektrofonickou hudbu s pevnou rytmickou strukturou, která se počátkem 70. let v době právě probíhající normalizace stala průkopnickým počinem a jedním ze symbolů tehdejší hudební avantgardy. Vlivem normalizace, jež vůbec nepřála (v očích normalizátorů) socialismu škodlivému rokenrolu a bigbeatu, se tak paradoxně stal jazz-rock a art-rock symbolem tehdejší české moderní hudební progrese a avantgardy. Ovšem velice kontroverzní byla spolupráce M. Kratochvíla a Jazz Q v roce 1978 se zpěvačkou Helenou Vondráčkovou na LP Paprsky. Skupině se, patrně díky názvu, ve kterém se vyskytovalo slovo "JAZZ", vyhnula jak tehdejší vlna hromadného přejmenovávání skupin, tak i vlna zákazů činnosti (a to až na nepatrné a ojedinělé výjimky).

## Složení kapely z počátku 70. let
- Martin Kratochvíl - elektrofonické klávesové nástroje
- Vladimír Padrůněk - baskytara
- Luboš Andršt - kytara, později František Francl a Zdeněk Fišer
- Michal Vrbovec - bicí

Od roku 1973 pak kapela vystupovala s britskou zpěvačkou Joan Duggan. V průběhu let se sestava kapely mnohokrát pozměnila, zůstával pouze kapelník, leader a zakladatelská osobnost Martin Kratochvíl. V průběhu let se zde vystřídala řada hudebníků a zpěváků.

## Složení kapely v novém miléniu
- Martin Kratochvíl - klávesové nástroje, Minimoog
- Přemysl Faukner - bezpražcová baskytara
- Zdeněk Fišer - kytara, zpěv
- Ladislav „Vajco“ Déczi - bicí, později Filip Jeníček

## Zpěváci
- Joan Duggan
- Oskar Petr
- Mirka Křivánková
- příležitostně: Jana Kratochvílová, Jana Koubková, Julie Driscollová, Petr Kalandra, Ondřej Hejma
- Michael Kocáb
- Petr Flynn

## Diskografie
- Coniunctio - Supraphon 1970, společně s Blue Effectem
- Pozorovatelna  - Panton 1973
- Symbiosis - Supraphon 1974
- Elegie - Supraphon 1976
- Zvěsti - Supraphon 1978
- Hodokvas - Supraphon 1979
- Hvězdoň - Supraphon 1984
- 1974-75 live - Bonton 1991
- The Best of Jazz Q - Panton 1995
- Znovu - 2013
- Talisman - Studio Budíkov 2016
- Amulet - Studio Budíkov 2020
- Rituál - Studio Budíkov 2023